# Homma
För andra betydelser, se Homma (olika betydelser).

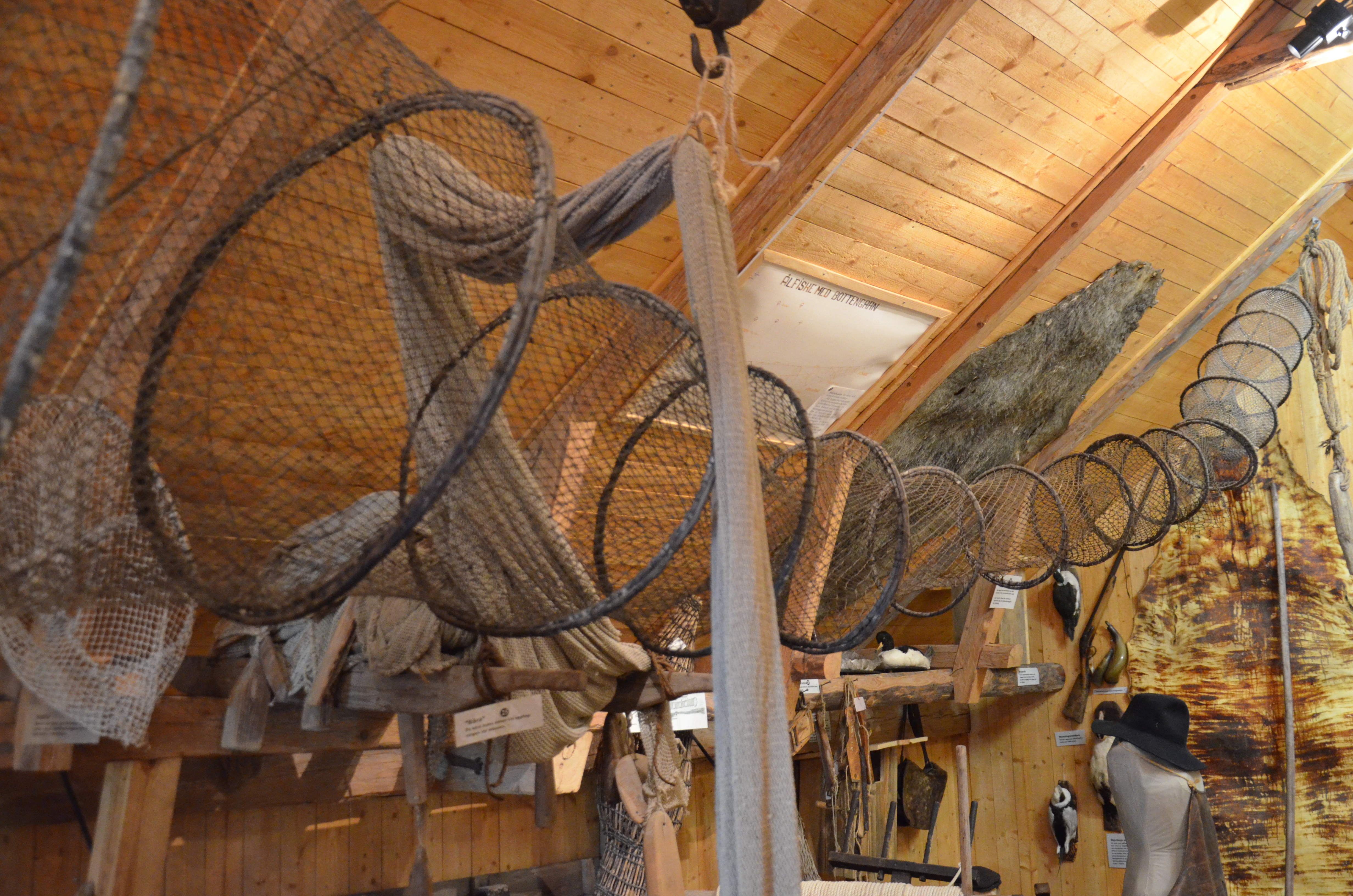
Ålhomma i Sankt Anna skärgårdsmuseum

Homma, eller ålhomma (fsv. haamor, pl.; mlt. hame; lt. hamen), är ett passivt fiskeredskap, en variant av ryssja som liknar en lång strut och är avsedd främst för ål, men som också används för horngädda.
Homman förankras på havsbotten på 10–15 meters djup. Fiskarna samlas i ändpåsen, som töms dagligen. Benämningen homma används i södra Sverige. 

## Fotogalleri

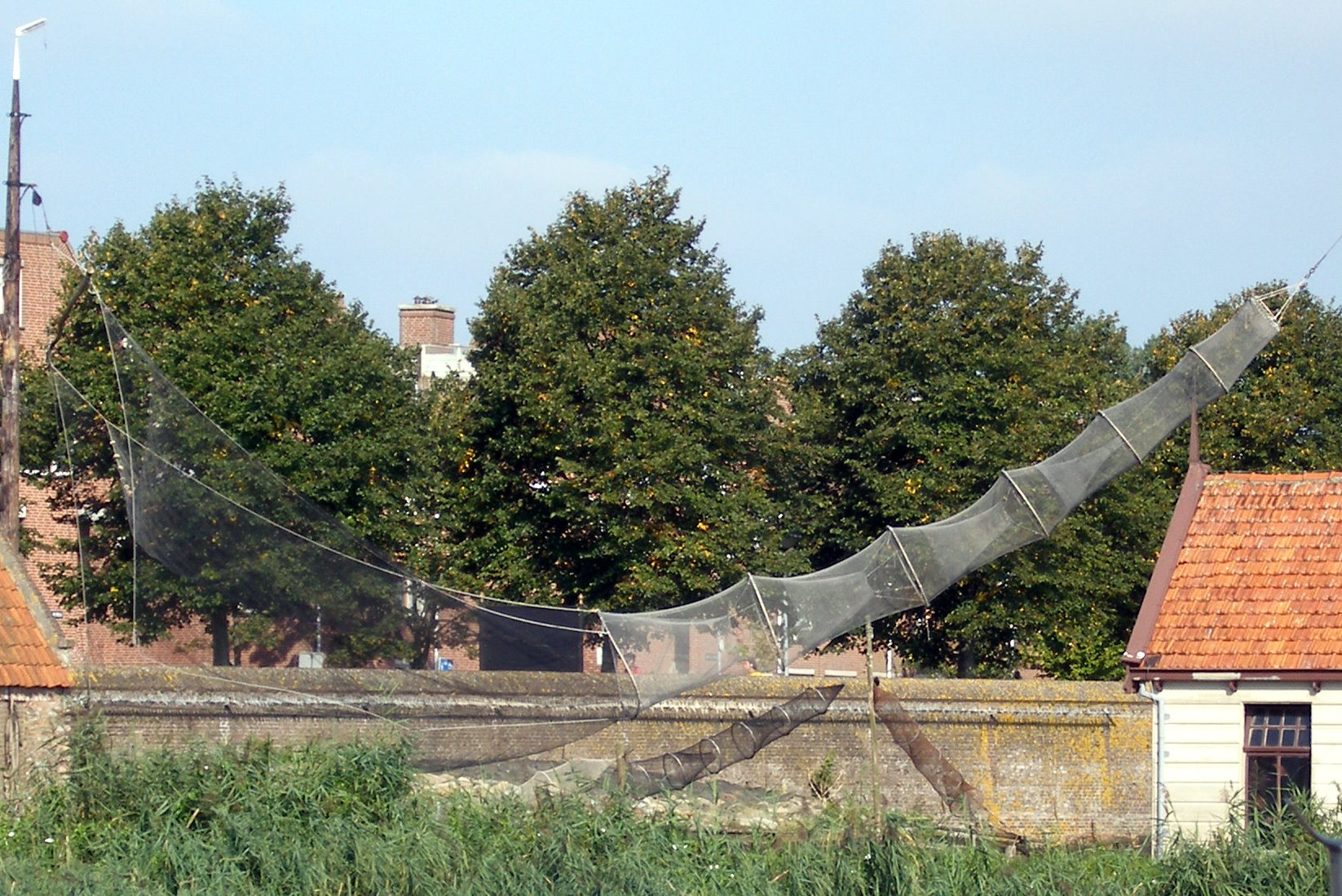
Ålhommor på tork, Zuiderzeemuseum i Enkhuizen i Nederländerna
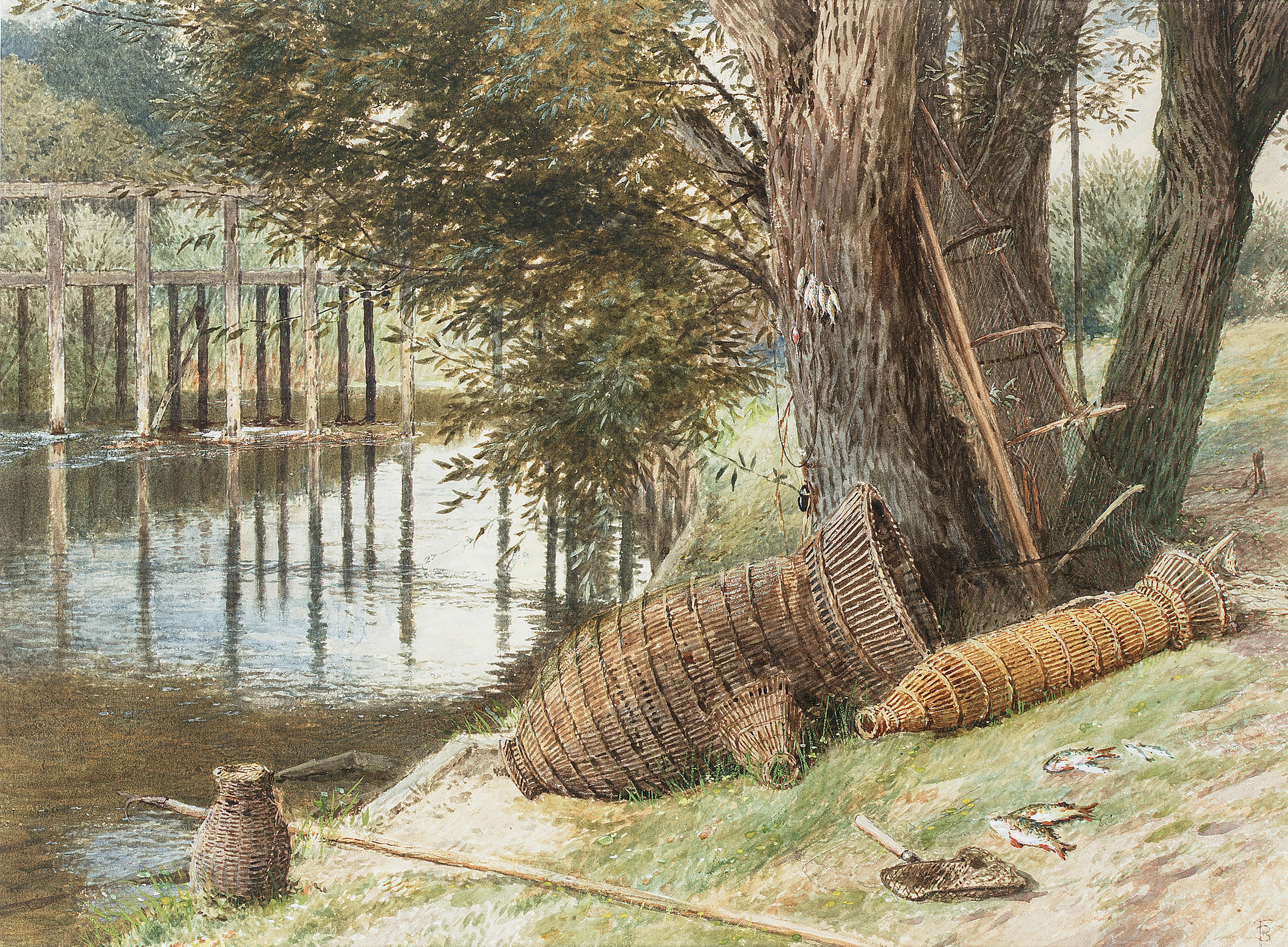
The Eel Traps, målning av Myles Birket Foster, Themsen vid slutet av 1800-talet
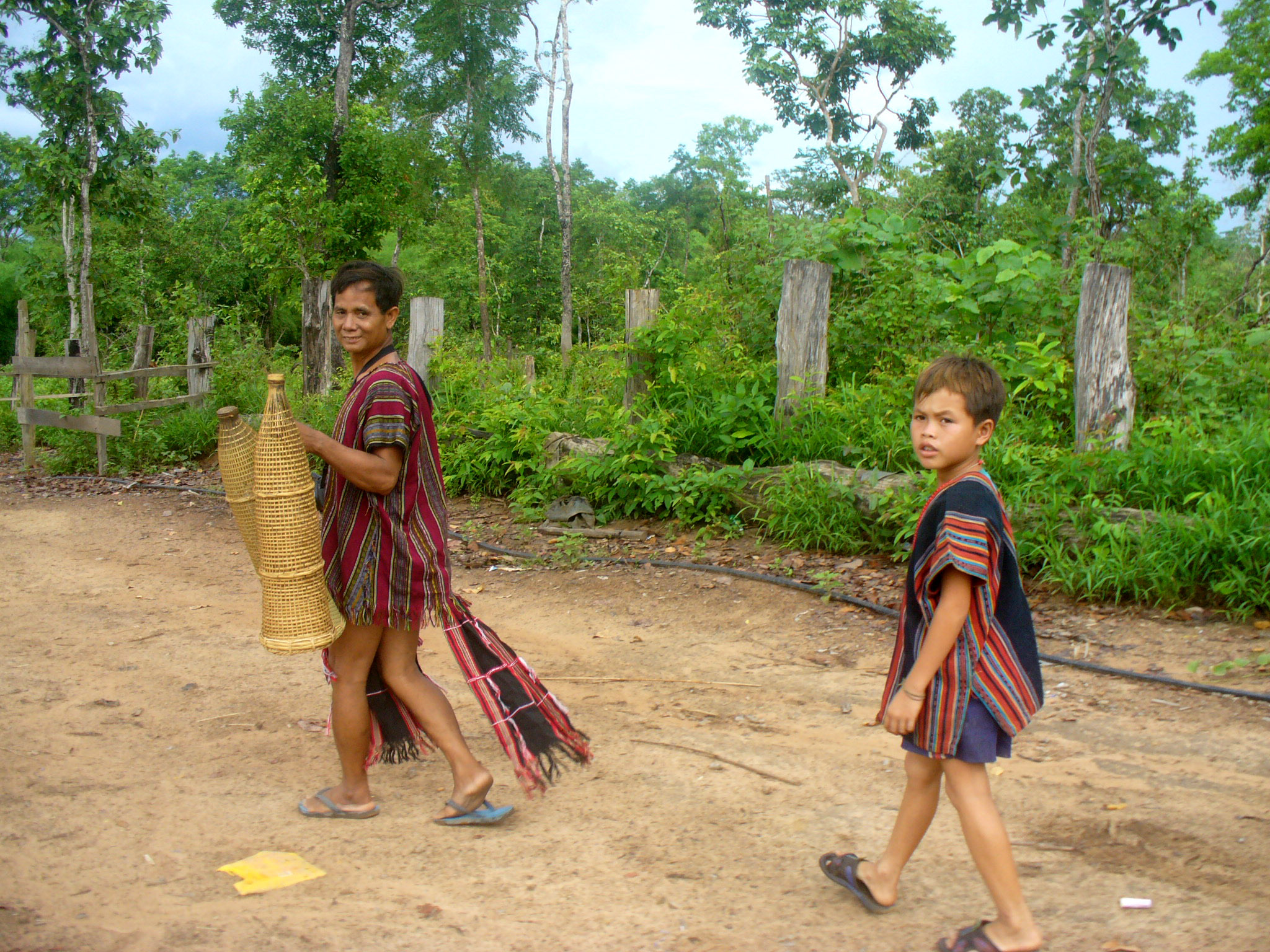
Far och son ur folkgruppen Brao i Laos